# 焦掌贝
焦掌贝（学名：Palmadusta clandestina）又稱银丝宝螺（Cypraea clandestina），为宝贝科焦掌贝属的动物。分布于印度洋-西太平洋区暖水区，可見於台湾岛及中国大陆的香港、海南岛、西沙群岛等地，属于暖水种。牠們常生活于潮间带低潮区或稍深的浅海岩礁质的海底，退潮后多隐藏在礁石下面或藻类丛生的底部。该物种的模式产地在斯里兰卡。